# PCHA 1920/21
Die Saison 1920/21 war die zehnte reguläre Saison der Pacific Coast Hockey Association (PCHA). Meister wurden die Vancouver Millionaires.

## Modus
In der Regulären Saison absolvierten die drei Mannschaften jeweils 24 Spiele. Die beiden Erstplatzierten trafen anschließend in Hin- und Rückspiel um den Meistertitel aufeinander, wobei das bessere Torverhältnis aus beiden Spielen entscheidend war. Für einen Sieg erhielt jede Mannschaft zwei Punkte, bei einem Unentschieden einen Punkt und bei einer Niederlage null Punkte.

## Saisonverlauf

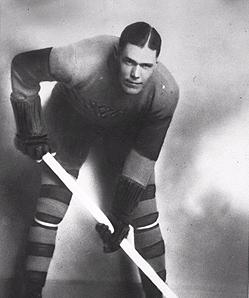
Topscorer Frank Fredrickson

In der regulären Saison konnten die Vancouver Millionaires mit einem Punkt Vorsprung den ersten Platz vor Seattle sichern. Im Finale haben die Millionaires beide Spiele klar mit 7:0 und 6:2 gewonnen. Topscorer der Liga mit 31 Punkten wurde Frank Fredrickson, während Frank Foyston mit 26 Toren bester Torschütze der PCHA war.

## Reguläre Saison

### Tabelle
Abkürzungen: GP = Spiele, W = Siege, L = Niederlagen, T = Unentschieden, GF = Erzielte Tore, GA = Gegentore, Pts = Punkte
|                        | GP | W  | L  | T | GF | GA | Pts |
| ---------------------- | -- | -- | -- | - | -- | -- | --- |
| Vancouver Millionaires | 24 | 13 | 11 | 0 | 86 | 79 | 26  |
| Seattle Metropolitans  | 24 | 12 | 11 | 1 | 77 | 68 | 25  |
| Victoria Aristocrats   | 24 | 10 | 13 | 1 | 72 | 88 | 21  |

## Playoffs
Beide Spiele fanden im Jahr 1921 statt.
| Vancouver Millionaires vs. Seattle Metropolitans                         | Vancouver Millionaires vs. Seattle Metropolitans | Vancouver Millionaires vs. Seattle Metropolitans | Vancouver Millionaires vs. Seattle Metropolitans | Vancouver Millionaires vs. Seattle Metropolitans | Vancouver Millionaires vs. Seattle Metropolitans |
| Datum                                                                    | Heimteam                                         | Heimteam                                         | Auswärtsteam                                     | Auswärtsteam                                     |                                                  |
| ------------------------------------------------------------------------ | ------------------------------------------------ | ------------------------------------------------ | ------------------------------------------------ | ------------------------------------------------ | ------------------------------------------------ |
| 14. März                                                                 | Vancouver                                        | 7                                                | 0                                                | Seattle                                          |                                                  |
| 16. März                                                                 | Seattle                                          | 2                                                | 6                                                | Vancouver                                        |                                                  |
| Vancouver gewinnt zusammen mit 13:2 und qualifiziert in den Stanley Cup. |                                                  |                                                  |                                                  |                                                  |                                                  |

## Stanley Cup Challenge
Um den Stanley Cup traten die Vancouver Millionaires gegen die Ottawa Senators aus der National Hockey League an, denen sie ebenso wie im Vorjahr die Seattle Metropolitans, mit 2:3 Siegen in der Best-of-Five-Serie unterlagen.